# 瀬賀倫夫
瀬賀 倫夫（せが みちお、1950年 - 2008年12月6日）は新潟県村上市出身のギタリスト。

## 略歴
1975年にギターデュオ「ロス・デル・セキヤ」を結成。様々な国や地域の音楽祭への3回の出場、またテレビ番組のテーマ曲など25年間活躍。1995年からスタートされた夕方ワイド新潟一番では新潟各地の旅のレポーターを13年務めた。2008年7月に体調不良の為番組を降板し、以降ギターを中心に活動。
同年12月6日、肝臓癌のため死去。享年58。

## 出演
- 夕方ワイド新潟一番（1995年～2008年7月）